# Nikolaj Hänni
Nikolaj Hänni (Sargans, 2 maart 1976) is een Zwitsers voormalig voetbalscheidsrechter. Hij was in dienst van FIFA en UEFA tussen 2012 en 2017. Ook leidde hij tot 2021 wedstrijden in de Super League.
Op 18 augustus 2007 leidde Hänni zijn eerste wedstrijd in de Zwitserse eerste divisie. De wedstrijd tussen FC St. Gallen en Neuchâtel Xamax eindigde in 2–1 voor St. Gallen. Hij gaf in dit duel zes gele kaarten. Vier jaar later, op 7 juli 2011, floot de scheidsrechter zijn eerste wedstrijd in de UEFA Europa League. NSÍ Runavík en Fulham troffen elkaar in de eerste ronde (0–0). In dit duel deelde de Zwitserse leidsman twee gele kaarten uit.

## Interlands
| Datum            | Plaats                         | Wedstrijd                       | Uitslag | Competitie        | Kreeg geel | Kreeg voor de tweede keer geel en dus rood | Weggestuurd |
| ---------------- | ------------------------------ | ------------------------------- | ------- | ----------------- | ---------- | ------------------------------------------ | ----------- |
| 26 mei 2012      | Dublin, Ierland                | Ierland – Bosnië en Herzegovina | 1 – 0   | Vriendschappelijk | 1          | 0                                          | 0           |
| 1 juni 2012      | Zürich, Zwitserland            | Italië – Rusland                | 0 – 3   | Vriendschappelijk | 3          | 0                                          | 0           |
| 14 november 2012 | Vaduz, Liechtenstein           | Liechtenstein – Malta           | 0 – 1   | Vriendschappelijk | 4          | 0                                          | 0           |
| 6 juni 2013      | Győr, Hongarije                | Hongarije – Koeweit             | 1 – 0   | Vriendschappelijk | 4          | 0                                          | 0           |
| 31 mei 2014      | Yverdon-les-Bains, Zwitserland | Albanië – Roemenië              | 0 – 1   | Vriendschappelijk | 1          | 0                                          | 0           |
| 4 juni 2014      | Lancy, Zwitserland             | Algerije – Roemenië             | 2 – 1   | Vriendschappelijk | 1          | 0                                          | 0           |
| 31 maart 2015    | Eschen, Liechtenstein          | Liechtenstein – San Marino      | 1 – 0   | Vriendschappelijk | 5          | 0                                          | 0           |